# Stehen an der Ugra

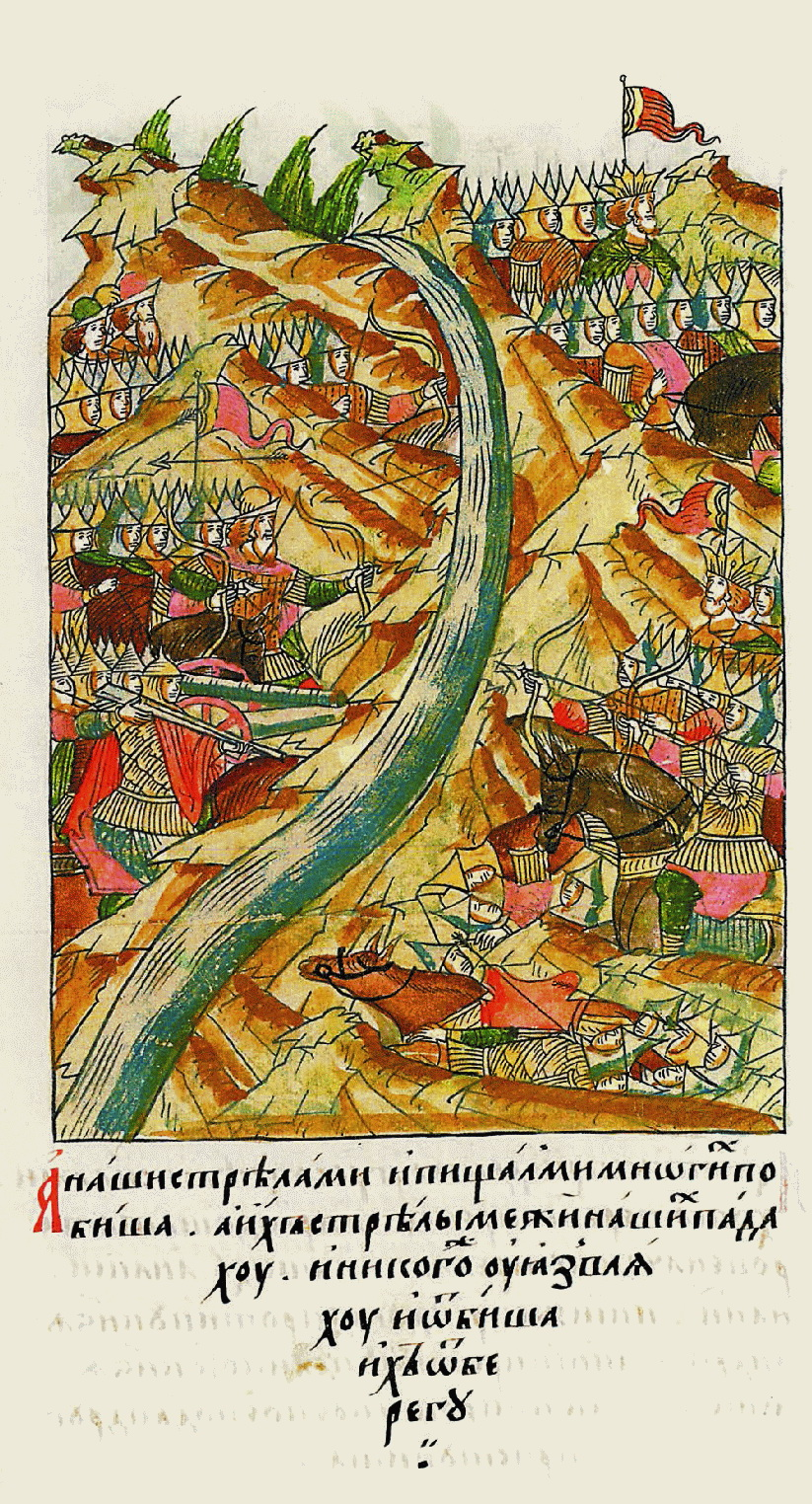
Das Stehen am Ugra-Fluss (Darstellung aus dem 16. Jahrhundert)

Das Stehen an der Ugra (russisch Великое стояние на реке Угре) benennt die Schlachtaufstellung zwischen der Großen Horde unter Akhmat Khan und dem russischen Heer unter Iwan III., die nicht zu einer tatsächlichen Schlacht führte. Die beiden Heere standen sich im Jahr 1480 mehrere Wochen lang zur Entscheidungsschlacht am Fluss Ugra gegenüber, ohne dass eine der beiden Seiten einen entscheidenden Angriff wagte. Das Heer der Großen Horde zog schließlich aus heute nicht mehr genau zu klärenden Gründen kampflos wieder ab. Dieses Ereignis wird in der russischen Historiographie traditionell als das Ende der mongolischen Herrschaft über Russland beschrieben und neben der Schlacht auf dem Kulikowo Pole im Jahr 1380 heute als Ausgangspunkt für den Aufstieg des russischen Reiches und den Untergang des Reiches der Goldenen Horde angesehen.

## Vorgeschichte
Nach der Schlacht von Alexin 1472 verweigerte Iwan III. den jährlich zu bezahlenden Tribut an die Große Horde. Diese Tributzahlungen erhoben die Mongolen bereits seit der Zeit von Batu Khan (erste Hälfte des 13. Jhd.). Akhmat Khan befand sich zu dieser Zeit im Kampf mit dem Khanat der Krim. Dadurch war es ihm erst im Jahr 1480 möglich, Maßnahmen gegen den Ungehorsam des russischen Großfürsten zu ergreifen.

## Vorbereitungen
Als erste Maßnahme schloss Akhmat Khan ein Bündnis mit Kasimir IV. Jagiello, dem König von Polen und Großfürsten von Litauen. Ziel des Bündnisses war ein gemeinsamer Angriff auf das Großfürstentum Moskau. Ebenfalls zu Beginn des Jahres kam es zudem zu Streitigkeiten zwischen Iwan III. und seinen beiden Brüdern Boris Wolozki und Andrei Bolschoi, die sich schließlich gegen den Fürsten wendeten. Aufgrund dieser internen Streitigkeiten entschloss sich Akhmat Khan zu handeln und schickte Kundschafter aus, um den Fluss Oka als mögliches Schlachtfeld zu erkunden. Im Herbst zog er schließlich durch das Territorium seines Verbündeten Kasimir in Richtung Moskau und positionierte sich auf der litauischen Seite der Ugra.  
Auf russischer Seite kam es zu Meinungsdifferenzen zwischen den Bojaren. Ein Teil sprach sich für einen Rückzug aus, während ein anderer Teil einen Angriff auf die Große Horde befürwortete. Laut dem russischen Historiker des 19. Jahrhunderts Nikolai Kostomarow soll der Großfürst bereits weit früher starke Bedenken bezüglich des bevorstehenden Kampfes gehabt haben. Nur auf Drängen seiner Mutter Maria von Borowsk und von Geistlichen sei er zu bewegen gewesen, sich zu den Truppen zu begeben.

## Kampfhandlungen
Am 8. Oktober 1480 plante Akhmat Khan, seine Truppen mit denen von Kasimir IV. zu vereinigen. Hierzu wollte er den Oka-Fluss westlich am Nebenfluss Ugra überqueren, was eine Begegnung mit in Kolomna, Serpuchow und Tarussa stationierten Truppen verhindern sollte. Die russischen Streitkräfte unter Iwan Iwanowitsch und Andrei Menschoi kamen diesen Bemühungen zuvor und postierten ihr Heer an der anderen Flussseite. In einem viertägigen Kampf verhinderten sie, dass das mongolische Heer den Fluss überquerte. 
Nach diesen ersten Kampfhandlungen zog Akhmat seine Truppen in die Stadt Worotynsk zurück, um hier auf Kasimirs Truppen zu warten. Iwan III. nutzte die gewonnene Zeit, um die Beziehungen zu seinen aufständischen Brüdern wiederherzustellen, wozu er nur vier Tage brauchte. Nach weiteren 17 Tagen erreichten die Heere seiner Brüder das an der Ugra stationierte russische Heer und vereinigten sich mit diesem.
Akmat Khan sah das Anwachsen des russischen Heeres und wartete noch immer auf eine Nachricht von seinem Verbündeten Kasimir. Dieser hatte in der Zwischenzeit Probleme in seinem eigenen Land (Pfaffenkrieg) und befand sich im Kampf mit dem Khanat der Krim. Die Mongolen warteten bis zum 11. November 1480. Als der Fluss vereiste, musste eine militärische Entscheidung getroffen werden. Geschwächt durch Epidemien und den beginnenden Winter, zog sich die Große Horde nach Süden zurück.

## Folgen des Stehens an der Ugra
Der Vorfall war die letzte kriegerische Begegnung zwischen Russland und der Großen Horde. Nur einige Wochen nach dem Treffen, am 6. Januar 1481, wurde Akhmat Khan in einem Kampf mit dem Heer des Khanats Sibir getötet. Das Aufeinandertreffen an der Ugra wurde schon bald verklärt und im Laufe der Zeit immer mehr allein der militärischen Stärke des Moskauer Großfürsten zugeschrieben, die schließlich das Ende der mongolischen Herrschaft in Russland bewirkt und so letztlich die Große Horde überwunden habe. Tatsächlich sind aufgrund des Fehlens entsprechender Quellen heute nur mehr Mutmaßungen über die Ursache für den plötzlichen Rückzug der Mongolen möglich. Mehr Anteil als die vermeintliche Stärke Moskaus haben daran jedenfalls mit großer Wahrscheinlichkeit die mongolischen Gegner Akhmat Khans gehabt. Dessen Nachfolger, Saih Ahmed, wurde 1502 als letzter Herrscher der Großen Horde in Litauen hingerichtet. Unzweifelhaft ist, dass der Verfall der Macht der Großen Horde für das unter Iwan dem Großen entstandene zentralisierte Russische Reich tatsächlich einen wichtigen Schritt zu einer vorherrschenden Stellung in Osteuropa bedeutete.